# Birger Wiik

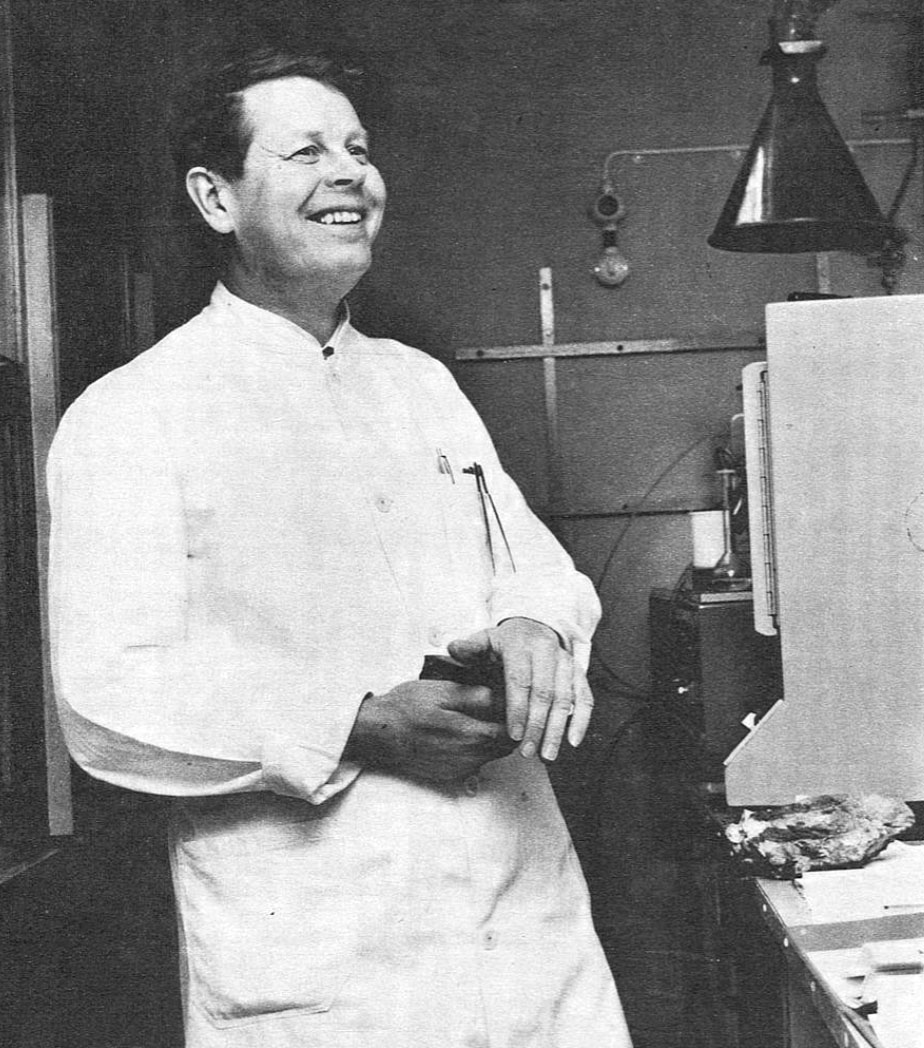
Birger Wiik

Hugo Birger Wiik, född 26 juli 1916 i Borgå landskommun, död 21 april 2003 i Esbo, var en finländsk kemist.
Wiik blev filosofie doktor 1954. Han anställdes 1945 vid Geologiska forskningsanstalten och var 1973–1979 chef för dess kemiska avdelning med professors titel.
Efter att ha fått sin doktorsgrad arbetade Wiik i flera repriser under många år i USA, bland annat som forskare vid USA:s rymdstyrelse NASA. Han var en framstående meteoritanalytiker, på uppdrag av amerikanska rymdflygstyrelsen erhöll han som en av de första forskarna i världen material från månen för undersökning efter det Apollo 11 återkommit.
Wiik gästföreläste vid flera amerikanska universitet. Hans vetenskapliga publikationer behandlade främst mineralhalten i meteoriter.